# Тавгазовы
Тавга́зовы или Таугазовы (осет. Таугазтæ) — осетинская фамилия.

## Антропонимика
Из тюркского тау ‘гора’ + кас ‘твердый’ — буквально ‘твердая гора; горная твердь’.

## Происхождение
Фамилия происходит от Таугаза, жившего в селе Назиджин Нузальского ущелья. По преданию, Таугаз был потомком Ос-Багатара из ветви Царазоновых. Он поселился в Верхнем Зруге и основал селение Тавгазовых. Позже здесь поселились Бурнацевы и Гаджиевы, переселенцы из села Слас.

## Известные носители
- Анатолий Сергеевич Тавгазов (1958) — МС СССР по вольной борьбе, бронзовый призёр чемпионата СССР, чемпион России и Спартакиады народов РСФСР.
- Асланбек Гаврилович Таугазов ― актёр Северо-Осетинского государственного драматического театра, народный артист РСО–Алания.
- Гаврил Данилович Тавгазов (1916–1993) — актёр Юго-Осетинского драматического театра, народный артист Грузинской ССР.
- Эрик Заурбекович Таугазов ― председатель регионального отделения Российского союза ветеранов Афганистана.